# 垣内惟聡
垣内 惟聡（かきうち ？）は幕末紀州の豪商。栖原垣内家本家第11代を継いだが、豪遊して家業を傾けた。

## 生涯
文化元年（1804年）栖原垣内家新家垣内淡斎（孝友）の三男として生まれた。父が大坂安治川に出店した河内屋松三郎店を任され、醤油を販売した。父は死ぬ間際、店を義兄垣内白沙に譲ったが、気に病まず高砂を謡ったという。
兄垣内玄蔵の養子となり、本家を継ぐと、大坂東堀に豪邸を構えて豪遊し、江戸本店番頭松田佐七に4度諌められるも、聞き入れなかった。天保の改革で倹約令が出され、物価の低迷により経営が悪化すると、東堀の豪邸は手放したが、浪費癖を完全には直さなかった。
ある晩浜辺で漁の様子を見て漁業進出を思い付き、大船を建造して巨大な網を作り、人を集めて大規模な操業を行ったが、収支が合わず、半年で巨額の損失を出した。親族に非難されるも、「あなた方は幸運だ。小成に安んじている。私の志など分からないだろう。」と一笑に付した。
しばらくして奇病に罹り、歩行困難となった。江戸近海で不漁が続き、商売も振わず、深川本店の財政が悪化し、番頭左七は子の弥吉に跡を譲った。度々倹約を促され、遂に栖原賽神山麓に小屋を構えて隠居し、代々の遺稿を整理し、家業の変遷を記し、時折大声で謡曲を謡った。安政5年12月16日（1859年1月19日）病没し、烱遠と諡号され、兄海荘第2孫菊池晩香が跡を継いだ。安政6年（1859年）10月施無畏寺に墓石が建立された。

## 家族
天文21年（1552年）垣内武行が興した栖原垣内家の一族。
- 父：垣内淡斎（孝友） - 本家第9代垣内忠質（茗渓）弟[5]。
- 母：孝 – 有田郡滝川原村旧家、宮原次兵衛娘[6]。安永4年（1775年）生。剃髪して孝寿と号した。安政2年（1855年）11月6日死去し、施無畏寺に葬られた[7]。
- 兄：垣内玄蔵（広敬）
- 姉：鶴 - 垣内白沙（八郎兵衛、貞）妻[4]。
- 兄：菊池海荘（保定）

妻子はなかった。